# 轴心国在澳大利亚水域的军事活动

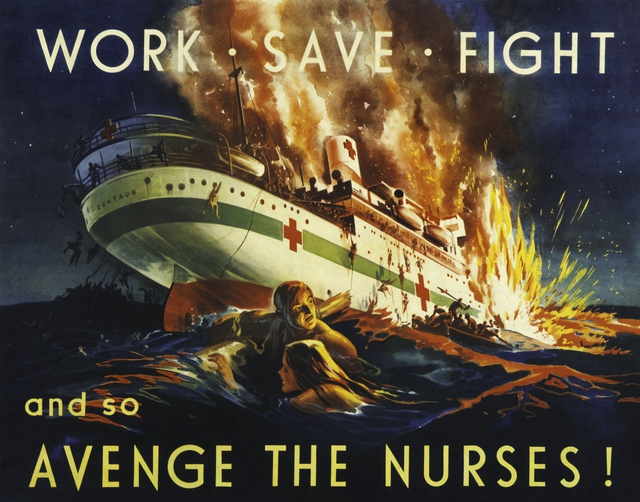
一幅呼吁澳大利亚士兵为“半人马”号医疗船上的护士报仇的宣传海报。日本海军伊-177号潜艇于1943年5月击沉該艦。

尽管澳大利亚距离第二次世界大战的各个主战场都很遥远，但轴心国在澳大利亚水域的军事活动仍然很频繁。在1940年至1945年之间，纳粹德国和日本帝国共有54艘海军舰艇及潜艇在澳大利亚水域袭击过盟军的船只，港口及其它设施。轴心国在此进行的最有名的袭击是1941年11月德国辅助巡洋舰击沉悉尼号轻巡洋舰、1942年2月19日日本海军战机对达尔文的轰炸、及1942年5月日本袖珍潜艇对悉尼港的攻击。除这些攻击以外，轴心国的潜艇及水雷在澳大利亚水域还击沉及击伤了许多盟军商船。日本潜艇还对几个澳大利亚港口进行了炮击，从潜艇母舰起飞的日本战机也对澳大利亚的各个主要城市进行过轰炸。
1942年上半年，轴心国在澳大利亚水域的军事活动达到了顶峰，澳大利亚海岸周围已有日本潜艇在巡逻，而澳大利亚北部的几个城市也遭到了日本海軍航空隊的攻击。但到了1942年后半年，澳大利亚水域就只剩下少量的德国武装商船了。1943年上半年，日本海军的潜艇恢复了对澳大利亚的进攻，但随着日本开始转入防御作战，这些进攻不久就又取消了。到了1944年和1945年，只有少量的轴心国海军舰只还在澳大利亚水域执行任务，而它们造成的破坏也微乎其微。
与其它战场相比，德国与日本向澳大利亚水域派遣的水面舰只及潜艇的总数相對較少，它们对盟军的进攻也是断断续续的，因此，轴心国并没有给驻扎于澳大利亚的盟军造成多大伤害。而尽管盟军用于保卫澳大利亚海域的舰队规模庞大，它们却没有对西南太平洋战场的战事发展造成多大影响。

## 保卫澳大利亚水域

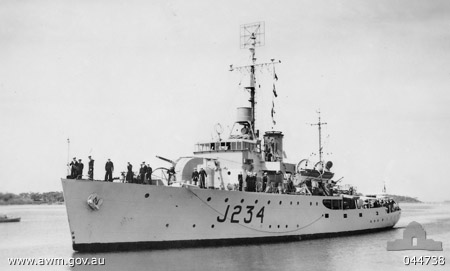
这是一艘巴瑟斯特级轻型护卫舰，在澳大利亚水域有许多这样的护卫舰为盟军运输船队护航。

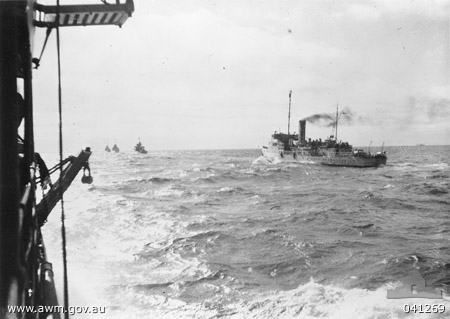
威尔森岬外海的四艘扫雷舰，摄于1940年晚期。

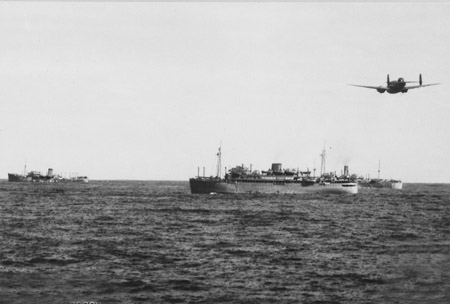
由澳大利亚空军护航的一支盟军运兵船队。

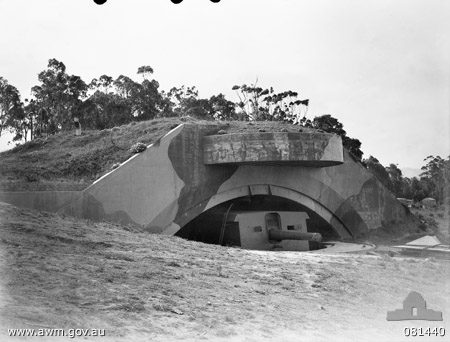
肯布拉港的一门海岸炮。摄于1944年。

“澳大利亚水域”意为战前由澳大利亚海军进行巡逻的水域。这片广大的水域北起赤道，南到南极，东至东经170度，西至东经80度。尽管新几内亚东半部为澳大利亚殖民地，但日本在这附近的水域发起的新几内亚战役及所罗门群岛战役却并非针对澳大利亚。
澳大利亚海军在整个二战中的主要任务就是保护这片水域。尽管澳大利亚海军的舰只经常在澳大利亚水域外执行任务，但这片水域内的盟军船只还是能够随时得到澳大利亚护航舰及扫雷舰的保护。这些护航舰只在需要时还会得到吨位更重的军舰的支援，这些军舰包括了巡洋舰及武装商船，它们可以对轴心国水面袭击舰进行打击。尽管盟军的重要船队在战争开始时期就有澳大利亚战舰来保护，但商船船队直到1942年6月开始得到类似的保护。尽管如此，在1941年6月以前，澳大利亚海军部门就因为发现了轴心国战舰或水雷而关闭了部分港口。
这片水域中的船队也会得到澳大利亚空军的护航。在战争中，澳大利亚空军曾执行过护航，侦察及反潜等任务。在太平洋战争爆发后，澳大利亚空军也开始为各个港口提供保护。
在澳大利亚水域执行任务的盟军船只数量在日本参战及美军进驻澳大利亚后得到了迅速的提升。而澳大利亚空军及美国海军也投入了多得多的飞机用来进行巡逻。在遭到了日本潜艇的首次攻击后，澳大利亚各港口之间就开始发展出了一套对应的机制。战争结束之前，澳大利亚海岸附近共有1100多只船队得到了澳大利亚空军和海军的保护。随着战线逐渐向北推进和轴心国在此水域的军事行动逐渐减少，用于护航的军舰及战机的数量也随之迅速地降低。
除了护航舰只及战机之外，盟军还在澳大利亚各主要港口修建了防御工事。澳大利亚陆军负责对抗敌军的水面袭击舰。这些港口中包括了由防空炮保护起来的海岸炮及步兵。澳大利亚陆军在这些港口派驻的部队数量随着轴心国对它们日益增加的威胁而迅速提升。澳大利亚海军负责防御各主要港口的港湾。港湾内的防御设施包括了固定在水中的拦阻网和水雷，并有小型巡逻艇在水面巡逻，这支防御力量也随着战事发展而迅速壮大。澳大利亚海军从1941年8月起还在澳大利亚水域埋设了水雷。
尽管盟军用于保卫澳大利亚水域的海军及空军力量不足以抵御精心策划的大规模攻击，但它们对付轴心国发起的各个小规模攻击却是很有效的。

## 1939-1941年

### 1940年的德国水面袭击活动

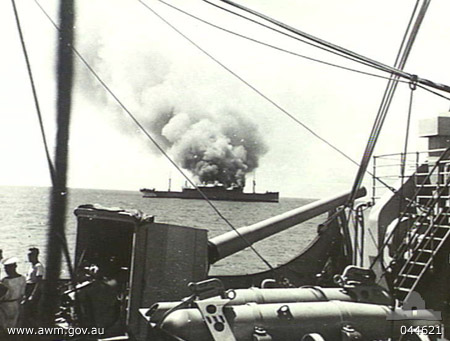
意大利邮轮“罗慕洛”号遇到盟军战舰拦截后，船员自行凿沉該艦。

德国水面袭击舰在1939年的活动范围还仅限于印度洋西部，直到1940年后半年，它们才进入澳大利亚水域执行任务。澳大利亚水域中的第一批轴心国船只是两艘无武装的意大利远洋邮轮“罗慕洛号”和“勒穆号”。盟军在“勒穆号”進入弗里曼德港停泊时轻易將之俘获，而“罗慕洛号”已于6月5日（意大利于6月11日参战）离开了布里斯本前往意大利。在海军和空军的一阵搜索之后，“罗慕洛号”于6月12日遇到盟军拦截，其船长为了不让盟军俘获此船而下达了自沉命令。
德国“猎户座”号水面袭击舰是二战中第一艘进入澳大利亚水域的轴心国战舰。在于新西兰北部和南太平洋水域执行完任务后，猎户座号于1940年8月进入了珊瑚海的澳大利亚部分，其在8月11日时位于布里斯本东北120英里以内。在此之后，猎户座号转而向东到了新喀里多尼亚水域执行任务，之后在8月16日于努美阿击沉了“诺图”号商船，4天后又在塔斯曼海击沉了英国商船“图拉基纳”号。此后，猎户座号开始向西南方向前进，在9月初于大澳大利亚湾寻找目标，但是毫无战果。9月2日，猎户座号在阿尔巴尼以外的海域埋设了四枚假水雷，第二天便有一架澳大利亚飞机发现其行蹤，随即向西南启航。在于南冰洋执行了不成功的巡逻任务后，猎户座号于10月10日到达了马绍尔群岛加注燃料。

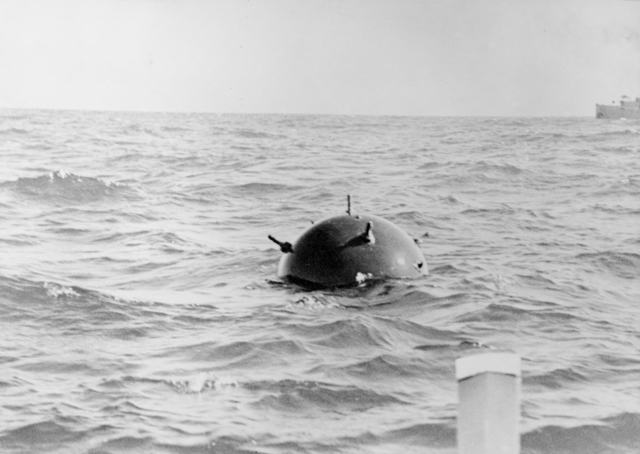
这枚水雷是由野菠萝号和斯特斯达德号的其中之一埋设的。

德国武装商船“野菠萝”号是第二艘进入澳大利亚水域的轴心国军舰。它于1940年8月从南大西洋进入了印度洋并于10月到达了澳大利亚西部附近的水域。野菠萝号于10月7日在西北岬角俘获了挪威油轮“斯特斯达德”号，并与其一同转向东行驶。10月28日，野菠萝号在悉尼和纽卡斯尔之间埋设了水雷，而斯特斯达德号也在10月20-31日晚于维多利亚海岸埋设了水雷。野菠萝号还于11月初于阿德莱德附近埋设了水雷。这两艘船之后开始向西开进。它们在澳大利亚的东部和南部水域击沉了3艘船。斯特斯达德号埋设的水雷在11月初于威尔森岬附近炸沉了两艘船，而野菠萝号在悉尼附近埋设的水雷也炸沉了一艘船。阿德莱德附近的水雷还炸伤了一艘商船。野菠萝号在回到印度洋后于11月又击沉了三艘商船。
1940年12月7日，猎户座号与武装商船彗星号到达了澳大利亚的保护国瑙鲁附近水域。在接下来的48小时中，它们击沉了四艘商船。
之后，它们载着大量俘获的盟军船员驶往了埃米拉岛并将俘虏移交给了当地驻军。彗星号于12月24日在拉包尔附近水域埋设水雷失败后，于12月27日向瑙鲁岛发动了第二次进攻，并炮击了岛上的磷肥生产厂和港口设施。这是1941年11月之前轴心国在澳大利亚水域发起的最后一次进攻。

### 1941年的德国水面袭击活动
彗星号和猎户座号在袭击了瑙鲁之后驶向了印度洋，它们分别于1941年2月和4月通过了澳大利亚南部水域。彗星号于四月在前往新西兰的途中再次进入了澳大利亚水域，另一艘德国武装商船“亚特兰蒂斯”号也在8月由东向西驶入了澳大利亚水域的最南端。11月之前，轴心国在澳大利亚水域内给盟军造成的人员伤亡全部是由野菠萝号于1940年埋设的水雷造成的。一艘小型拖网渔船在1941年3月26日于新南威尔士附近水域触发了一颗水雷后沉没，船上7人死亡。1941年7月14日，两名水手在试图拆除一枚沖上澳大利亚南岸的水雷时死於爆炸。
1941年11月19日，澳大利亚轻巡洋舰“悉尼号”遭遇了伪装为一艘荷兰货船的“鸬鹚”号。悉尼号拦截了鸬鹚号并让其出具身份证明。鸬鹚号无法证明它是荷兰货船，于是其船长在眼看逃脱不成的情况下下令对悉尼号开火。这场战斗最终的结果是两败俱伤，悉尼号沉入了海底，上面的645名船员无一生还，而鸬鹚号也损失了78名船员。
鸬鹚号是1941年中唯一在澳大利亚水域发起过进攻的轴心国船只，也是1943年以前进入过澳大利亚水域的最后一艘轴心国水面袭击舰。并没有任何证据表明在鸬鹚号与悉尼号的战斗中曾有日本潜艇参战。1942年唯一进入过澳大利亚水域的德国船只是补给舰“拉姆西斯”号，它于11月26日击沉。上面的所有船员都成為俘虏。

## 1942年

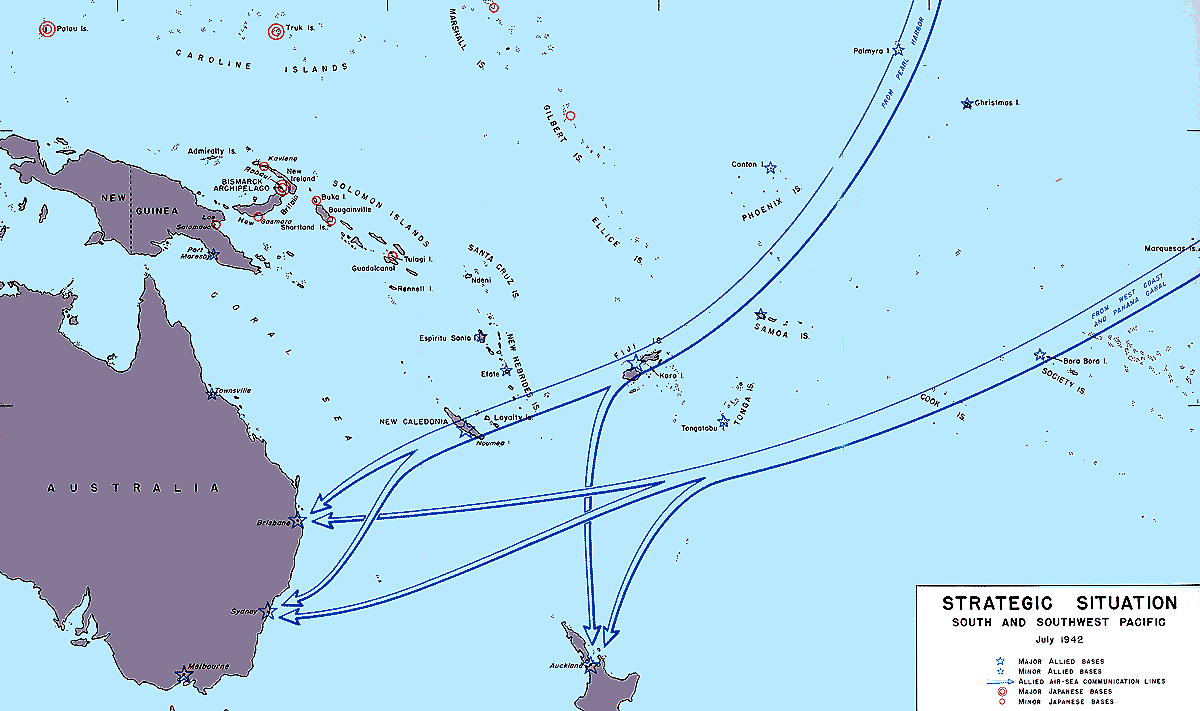
1942年7月时的美国，澳大利亚和新西兰之间的海运线路。此线路的澳大利亚一端在1942年5月至8月之间曾经是日本潜艇所訂的袭击目标。

太平洋战争爆发之后，随着日本对东南亚多地发起进攻，澳大利亚受到的威胁急剧地增加了。1942年上半年，日本在澳大利亚水域发起了持久战，日本潜艇开始进攻盟军船只，而日本航空隊也对达尔文港进行了毁灭性的轰炸。盟军随后增强了在澳大利亚水域部署的军事力量。

### 日本潜艇开始巡逻（1942年1月-3月）
进入澳大利亚水域的第一批日本潜艇是日本海军第6潜艇中队的“伊-121”号，“伊-122”号，“伊-123”号和“伊-124”号。这些潜艇的角色是为进攻荷属东印度群岛提供支援。它们在1942年1月12日-18日间在达尔文港和托列斯海峡埋设了雷场。这些雷场并没有给盟军船只造成任何伤害。
在完成了布雷任务后，这四艘潜艇离开了达尔文去监视盟军舰队。1942年1月20日，三艘澳大利亚护卫舰在达尔文附近击沉了伊-124号。这是澳大利亚海军在澳大利亚水域击沉的唯一一艘正常大小的潜艇。
在占领了西太平洋后，日本开始了对澳大利亚水域的一系列侦察性巡逻。三艘日本潜艇（伊-1号，伊-2号和伊-3号）于1942年3月开始在澳大利亚西部水域执行任务，它们分别在3月1日和3日击沉了两艘商船。另外，伊-25号在2月-3月之间侦察了澳大利亚东海岸。在此次侦察任务中，伊-25号上搭载的零式水上侦察机分别于2月17日，26日和3月1日对悉尼，墨尔本和霍巴特进行了侦察。在侦察任务完成之后，伊-25号驶到了新西兰附近，其上搭载的侦察机分别在3月8日和13日侦察了惠灵顿和奥克兰。

### 日本海军航空隊的进攻（1942年2月-1943年11月）

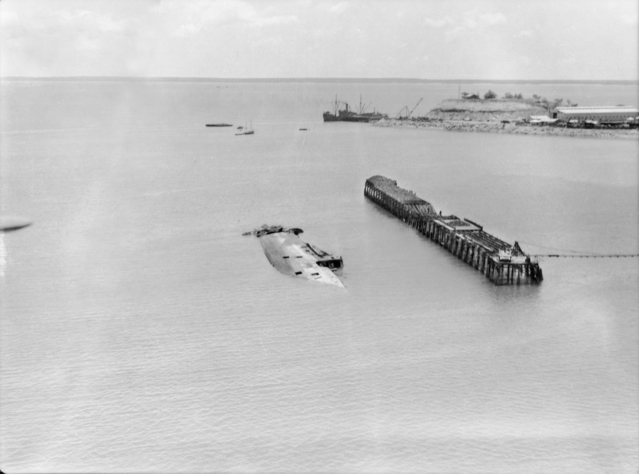
达尔文港在遭到首次空袭过后留下的一艘沉船和烧光的码头。

1942年2月19日的达尔文空袭是日本海军对澳大利亚大陆进行的规模最大的攻击。当天，日本海军共有188架飞机从位于帝汶海的赤城号，加贺号，飞龙号和苍龙号四艘航空母舰上起飞。这四艘航母由4艘巡洋舰和9艘驱逐舰保护。这188架飞机沉重地打击了达尔文港，并击沉了9艘船。当天晚些时候，54架日本陆基轰炸机轰炸了达尔文的澳大利亚空军基地，并炸毁了20架军机。盟军在当天共有251人牺牲，300至400人负伤，这些人中大部分都不是澳大利亚人。在空袭中，只擊落4架日本战机。
达尔文空袭是日本海军航空隊对澳大利亚的第一次进攻。为将于1942年5月入侵莫尔兹比港的部队护航的是航空母舰祥鳳号，翔鹤号和瑞鹤号，它们还肩负着在拿下莫尔兹比港后进攻昆士兰北部的盟军基地的任务。由于这三艘航空母舰在珊瑚海遭到袭击，进攻莫尔兹比港的计划被迫取消，而进攻盟军基地的任务也随之取消了。
日本海军航空隊对澳大利亚进行了大约100次袭击，其中大多数都是在1942年-1943年间针对澳大利亚北部的小规模袭击。在初次空袭达尔文成功后，日本海军又对其进行了63次轰炸，其中大部分袭击都可看见日本陆基轰炸机的身影。澳大利亚西部的布鲁姆镇于1942年3月3日遭到了毁灭性的打击，至少88人在空袭中丧生。从所罗门群岛起飞的远程水上飞机也对昆士兰州的几个小镇发动了小规模的袭击。另外，从陆基机场起飞的日本海军战机也在1942-1943年间对澳大利亚北部水域的船队进行了打击。1942年12月15日，一艘盟军商船在沃塞尔角附近击沉，四名水手丧生。1943年1月22日，一艘日本水上飞机在沃塞尔群岛附近击沉了一艘澳大利亚小型战舰。盟军方面损失军人与平民共9名。1943年5月，又有1名平民水手在日本空袭中丧生。

### 对悉尼和纽卡斯尔的袭击（1942年5月-6月）
1942年3月，日本海军决定向所罗门群岛，斐济，萨摩亚，新喀里多尼亚及莫尔兹比港发起进攻，从而断绝澳大利亚与美国之间的联系。珊瑚海海战后，这个计划暂停施行，接着在中途岛之战后无限期推迟。在日本水面舰队打败后，日本海军开始派遣潜艇去进攻澳大利亚东海岸附近的盟军运输船，希望以此来扰乱盟军补给线。
1942年4月27日，日本海军“伊-121”与“伊-129”号潜艇离开了加罗林群岛的海军基地，开始对盟军位于南太平洋的港口进行侦察。这次侦察任务的目标是为日本海军的袖珍潜艇寻找合适的打击目标。“伊-129”号于5月进入了澳大利亚水域，并在5月16日对中立的苏联货船“惠伦号”进行了一次不成功的袭击。“伊-129”号上搭载的水上飞机于1942年5月23日侦察了悉尼，并在悉尼港发现了大批盟军战舰。“伊-121”号于5月末对苏瓦，斐济和奥克兰进行了侦察，但并没有发现什么有价值的目标。

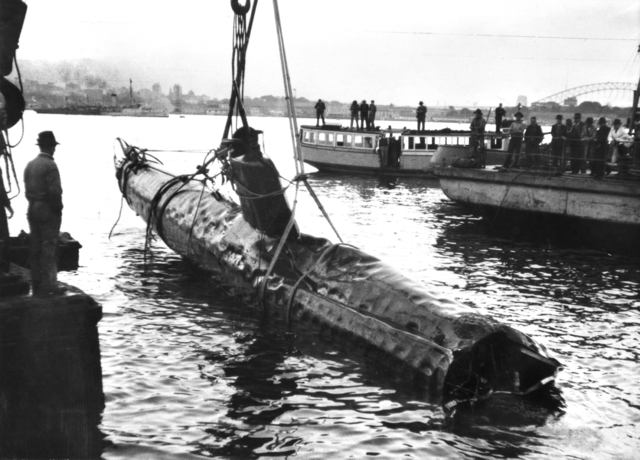
1942年6月1日打捞起来的一艘日本袖珍潜艇。

1942年5月18日，日本海军的潜艇“伊-22”号，“伊-24”号和“伊-27”号从海军基地出发。每艘潜艇都运载着一艘袖珍潜艇。在“伊-21”号和“伊-29”号搜集到的情报鉴定完毕后，这三艘潜艇于5月24日接到了袭击悉尼的命令。它们在5月29日于悉尼以外56公里的水域与“伊-21”号和“伊-29”号会合。在5月30日凌晨，“伊-21”号上的水上飞机对悉尼港进行了侦察，它的侦察结果表明，先前由“伊-29”号上的侦察机发现的大批盟军舰只仍然位于悉尼港。这些船只是非常有价值的袭击目标。
1942年5月31日晚，三艘袖珍潜艇出发进入了悉尼港，尽管其中有两艘成功的突破了不完善的防御，但只有一艘发起了攻击。它向美国海军重型巡洋舰“芝加哥”号发射了两枚鱼雷，这两枚鱼雷无一命中芝加哥号，但却击沉了另外一艘后勤船只，并重伤了荷兰海军“K-IX”号潜艇。发起了进攻的那艘袖珍潜艇在离开悉尼港后自行凿沉，另外两艘由澳大利亚军舰击沉。
在此次袭击之后，这支潜艇部队开始在悉尼和纽卡斯尔海域执行任务，它们于6月3日在悉尼附近击沉了“铁酋长”号轮船。6月8日晚，“伊-24”号炮击了悉尼东部郊区，“伊-21”号炮击了纽卡斯尔。尽管这些炮击没有造成任何损伤，但它们还是给澳大利亚东海岸的人们带来了恐慌。在悉尼的船队遭到攻击之后，澳大利亚海军开始强行建立运输船队。所有吨位在1200吨以上，速度在12节以下的船只，如果要在东海岸航行的话就必须加入一支船队，而不能单独行动。日军潜艇部队在击沉了另外两艘商船后，于1942年6月离开了澳大利亚水域。

### 日军潜艇巡逻结束（1942年7月-8月）

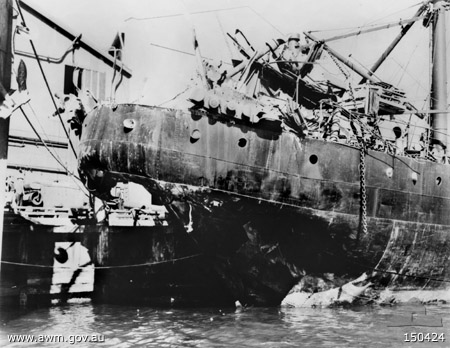
这艘商船于1942年7月在纽卡斯尔附近水域遇襲受損。

1942年7月，“伊-11”号，“伊-174”号和“伊-175”号潜艇在澳大利亚东部水域开始了活动。这三艘潜艇在7月和8月间共击沉了5艘船（其中由一艘拖网渔船）并击伤了其它几艘。另外“伊-32”号潜艇在从新喀里多尼亚到槟城的途中顺带对澳大利亚东南部海域进行了巡逻，但是毫无战果。在这支部队撤回之后至1943年1月的这段时间里，轴心国再也没有对澳大利亚发动过潜艇攻击。
尽管日军潜艇1942年在澳大利亚水域击沉了17艘船（其中14艘击沉在海岸附近），但潜艇战并没有给盟军及澳大利亚经济带来多少影响。即便这样，通过迫使盟军船队仅靠海岸航行，日本潜艇成功地减低了澳大利亚海运的效率。澳大利亚各港口之间来往的货物重量共减少了7.5%-22%（没有精确的数据表明每个月之间的变化）。尽管在经济上受到了损失，但1942年间澳大利亚的各支船队却毫无损失。

## 1943年

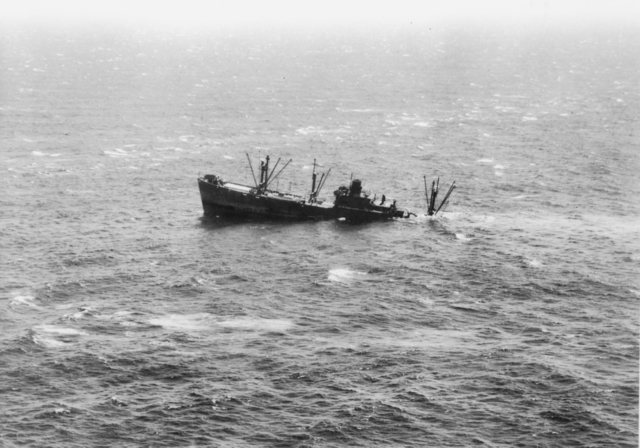
一艘美国货轮在1943年2月10日遭到击沉。

日本潜艇于1943年1月重返澳大利亚水域，并在1943年上半年展开了对来往于澳大利亚的船只的潜艇战。为了转移盟军的注意力，日本海军还对澳大利亚西部的格里高历港进行了轰炸。

### 澳大利亚东海岸的潜艇巡逻（1943年1月-6月）
日本潜艇“伊-10”号和“伊-21”号于1月7日从拉包尔启航，它们的任务分别为监视努美阿及悉尼附近的盟军船只。这次任务是1943年日本潜艇在澳大利亚水域执行的第一次任务。“伊-21”号于一周后到达了新南威尔士海岸附近，它在东海岸一直待到了2月底，这段时间内它击沉了6艘船，成为了二战中在澳大利亚水域击沉盟军船只最多的潜艇。
3月，“伊-6”号与“伊-26”号潜艇进入了澳大利亚水域。“伊-6”号在前往布里斯本的途中埋设了9枚德国援助的声納水雷，澳大利亚海军“天鹅”号战舰随即就发现这些水雷，並完成除雷作業。“伊-6”号在佈雷完毕后回到了拉包尔港。4月，“伊-11”号，“伊-177”号，“伊-178”号和“伊-180”号到达了澳大利亚东海岸并与“伊-26”号会合。这支部队的任务是袭击澳大利亚与新几内亚之间的盟军运兵及补给舰队。
由于这支潜艇部队的规模太小，它的指挥官便下令让部队分散到托莱斯海峡和威尔森岬，目标该为了尽可能地袭击盟军船只。这支部队在6月结束了进攻，并击沉了9艘船及击伤了另外几艘。与1942年不同的是，在澳大利亚东海岸附近击沉的盟军船只中，有5艘是随着船队一起航行的。为船队提供护航的军舰从未能在遭到袭击之前发现日本潜艇，也从未能在遭袭后进行反击。1943年6月16日，日本“伊-174”号潜艇在新南威尔士东北海域截击了一支船队，并击沉了一艘商船及击伤了一艘美国坦克登陆舰 。这是日本海军在澳大利亚东部海域进行的最后一次进攻。

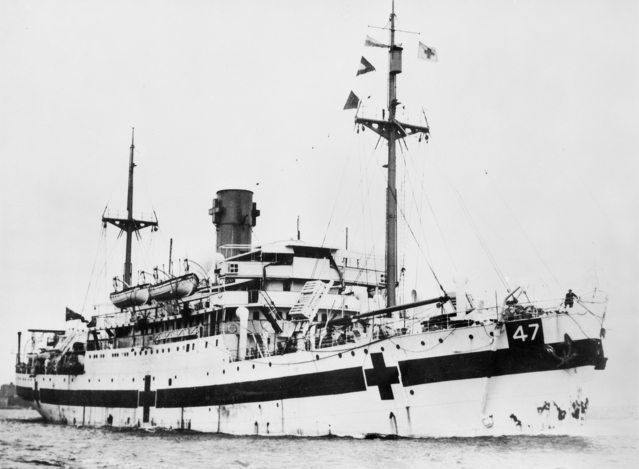
“半人马”号医疗船

日本潜艇给盟军造成的人员伤亡最大的一次袭击发生于1943年5月14日，日本海军“伊-177”号潜艇发射的一枚鱼雷击中了澳大利亚医疗船“半人马”号。“半人马”号在遇襲3分钟后沉没，船上有268人丧生。尽管日内瓦公约规定各国军队不应对医疗船发起攻击，但是还没有证据显示“伊-177”号的船长当时是否意识到“半人马”号是一艘医疗船。尽管“半人马”号上面的红十字标志清晰可见，且船上的照明设施也完好无损，但当时的气候条件可能给日本船长造成了错觉。但是，后来那名船长因为使用机枪向一艘击沉的英国商船幸存者扫射而入獄，以他的性格也有可能是故意击沉了“半人马”号。“半人马”号的沉没掀起了澳大利亚人的愤怒。(本版最上方之圖)
1943年6月，所有位于澳大利亚水域的日本潜艇都接到了转移的命令，“伊-177”号和“伊-180”号就在动身前往澳大利亚之前调到所罗门群岛。澳大利亚海军部门仍然认为日本海军很可能再使用潜艇发起攻击，因此并没有解散港口内的防御部队。直到1943年底盟军才意识到潜艇的威胁已经结束。12月7日起，不再强行要求纽卡斯尔南部的船只加入船队，而西北海域及澳大利亚与新西兰之间的海域的船队强制令也分别于1944年2月和3月废止。

### 对格里高历港的轰炸（1943年1月）
与东海岸数量众多的日本潜艇不同，在整个1943年内只有一艘日本潜艇在澳大利亚西海岸执行任务。1943年1月21日，日本海军“伊-165”号潜艇离开了位于泗水的海军基地前往澳大利亚西部水域。其最初的任务为对吉拉尔敦港进行袭击，但后来改成了分散盟军的注意力，以便使瓜达尔卡纳尔岛的日军能够顺利撤退。另外一艘日本潜艇，“伊-166”号，于1942年12月25日对科科斯（基林）群島进行了轰炸，目的同样是分散盟军的注意力。
在向南行驶了6天后，“伊-165”号于1月27日到达了吉拉尔敦港。由于其船长认为他在港口附近发现了一艘驱逐舰而提前开火，这艘潜艇不得不更改任务。“伊-165”号转而向北方格里高历港的小渔场出发。1月28日午夜时分，“伊-165”号的船员使用艇上的100毫米甲板炮向格里高历港发射了十发炮弹，但无一命中。尽管海岸上的了望哨发现了“伊-165”号开炮时发出的火光，但盟军海军直到一周後，截获并破译了“伊-165”号船长发送的电报才知悉这次袭击。因此，該次袭击并没有将盟军的注意力从瓜岛引开。
“伊-165”号在此之后两次进入了澳大利亚水域。1943年9月，它在澳大利亚西北海岸进行了一次侦察活动。而在1944年5月31日-7月5日之间又对同一地点进行了侦察。这是日本潜艇最后一次进入澳大利亚水域。

### 德国水面袭击舰米切尔号（1943年6月）

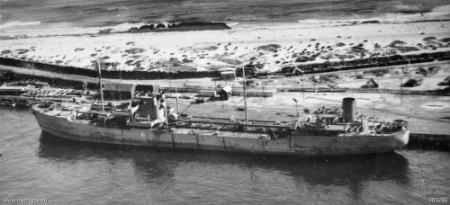
弗里曼德港停泊的挪威油轮费恩卡斯尔号。

德国武装商船米切尔号是最后一艘进入澳大利亚水域的德国水面袭击舰。1943年5月21日，米切尔号离开了横滨的海军基地并于6月进入了印度洋。6月14日，它在弗里曼德港东北约1800英里处击沉了一艘挪威油轮，該艦两天后又在同一區域擊沉另一艘挪威油轮“费恩卡斯尔”。这两艘油轮都在从澳大利亚西部驶向中东的途中，在两次袭击中盟军损失了军人和平民共47人。在此之后，米切尔号经过澳大利亚南部海域到达了东太平洋并在那里执行任务。9月3日，它于复活节岛西部海域击沉了挪威油轮“印度”号。当时“印度”号正在从秘鲁驶向澳大利亚的路上。

## 1944-1945年
随着1944年盟军在太平洋战场的节节胜利，轴心国对澳大利亚的威胁也急剧减少。1944年和1945年轴心国艦艇在澳大利亚水域总共只击沉3艘盟军船只。尽管日军在1944年得以登陆澳大利亚北岸，但这只是一次小型的侦察活动。随着威胁的减少，盟军用来保护澳大利亚水域商船的力量也因而减弱，但并没有完全解散。

### 日军登陆（1944年1月）
尽管日本并没有对澳大利亚发起任何大规模登陆行动，但其还是对澳大利亚发起了一次小型的地面侦察行动。1944年1月17日，一支代号为“松树”的日军情报部队在金伯利的一处人烟稀少的地区登陆，并于20日撤出。这支部队乘坐的是一艘经过改造的民船，而为了躲避盟军的耳目，他们还伪装成了渔民。侦察队的指挥官是一名日本陆军中尉，其余人员包括了3名日本陆军士兵，6名日本海军士兵和15名西帝汶水手。他们的任务是确认美国海军是否正在登陆地区建立一个基地。另外，他们还要收集任何有助于用游击队对澳大利亚发起进攻的情报
侦察队于1月16日离开了海军基地，由一架99式舰载俯冲轰炸机提供空中掩护，这架轰炸机的飞行员回基地之后报告说他向一艘盟军潜艇发起了进攻。1月17日，他们到达了阿什莫尔和卡捷岛地区，第二天他们在澳大利亚大陆西北约160公里的布罗斯群岛登陆。
1月19日早晨，这支部队登上了澳大利亚大陆，当地历史学家说他们登陆的地点在罗河和莫兰河附近。他们用了两个小时对这片地区进行了侦察，其中有些人还使用8毫米摄影机进行了拍摄。当晚，他们在船上过了夜，并在第二天再次侦察了同一片地区，之后启程回航。这支部队没有发现任何人，也没有发现多少军事行动。只有一支小规模的澳大利亚空军工程兵部队在日军登陆地点以外25公里的地方修建机场时听到了日军船只的发动机声。

### 日军在印度洋的行动（1944年3月）

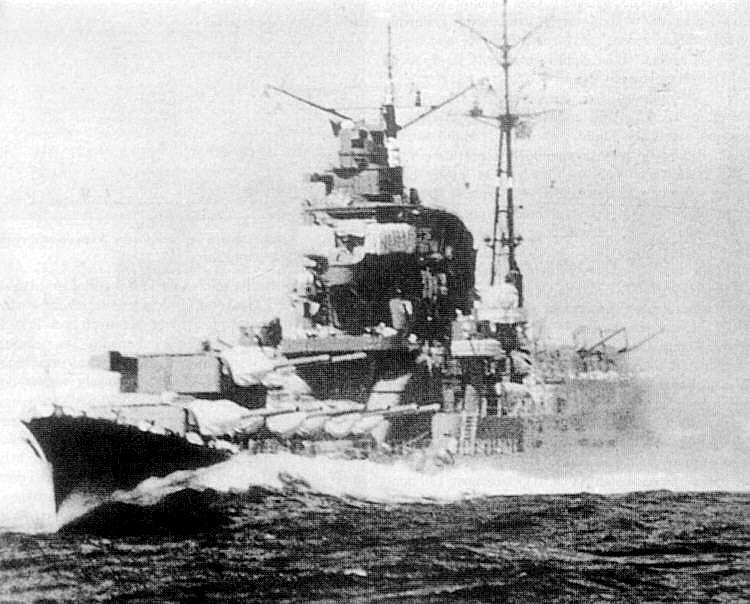
日本海军重型巡洋舰筑摩号

1944年2月，日本联合舰队启航并在帕劳和新加坡之间分成了两部分。盟军在新加坡发现了这支舰队，他们认为这支舰队可能会在印度洋和西澳大利亚海域向盟军发起攻击。
1944年3月1日，一支由重型巡洋舰青叶号、利根号和组成的日本舰队从巽他海峡出发去袭击来往于亚丁和弗里曼德之间的盟军船队。这支日本舰队只遭遇了一艘盟军船只，即英国汽船“比哈尔号”，并在3月9日将其击沉。在此之后，这支舰队回到了雅加达的海军基地。利根号救上来了“比哈尔号”的102名幸存者，但其中有82人在到达雅加达后死於槍殺。这支舰队的指挥官在战后以各种战争罪行（包括了枪杀这82人）而处以死刑，当时利根号的指挥官也获刑7年。对比哈尔号的袭击是轴心国使用水面战舰对盟军通讯线路的最后一次袭击。
尽管日军在印度洋的行动并不成功，但日军舰队的行动却造成盟军的很大反响，1944年3月初，盟军情报部门发现有两艘日军战舰和多艘驱逐舰正离开新加坡向泗水驶去，而一艘美军潜艇也用雷达发现了两艘大型战舰。澳大利亚参谋长联席委员会向政府报告说这些船可能会在3月8日进入印度洋去攻击弗里曼德港。之后，弗里曼德港进入了一级战备状态，港内的所有船只都已经离开，而几个空军编队也调到西澳大利亚的基地中。
实际上，美军潜艇发现的两艘战舰实际上是轻巡洋舰鬼怒号和大井号，它们正在掩护从印度洋中部撤退回来的日军水面袭击舰队。弗里曼德港于3月13日进入了战备状态，3月20日，调到西澳大利亚的空军编队开始陆续回到原来的基地。

### 德国潜艇的袭击（1944年9月-1945年1月）
1944年9月14日，德国海军向澳大利亚水域派遣两艘U型艇的请求得到了批准。进入这片水域的两艘潜艇分别为“U-168”号和“U-862”号。9月底“U-537”号也加入了它们。

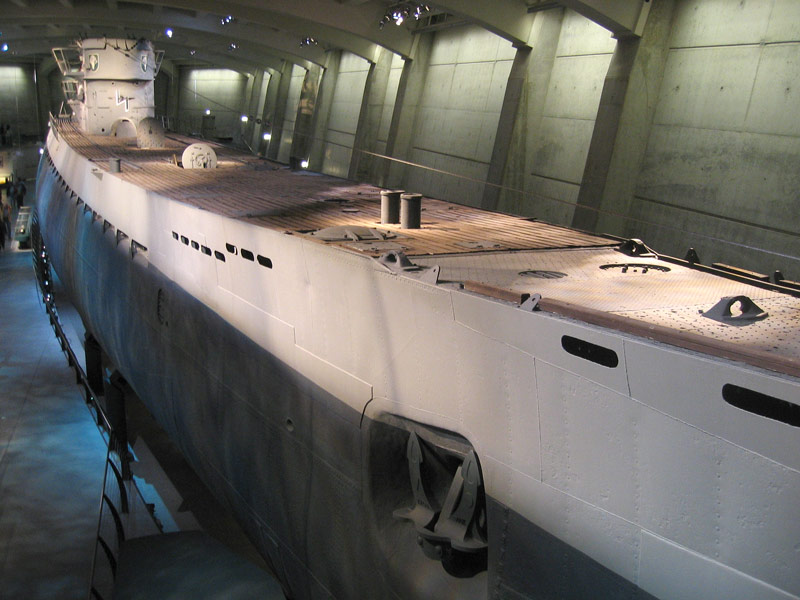
与驻澳潜艇相似的IX型U艇。

德国潜艇在日本海军基地中很难保养，因此这两艘潜艇直到10月初才出发。这时盟军已经破译了德军有关这次行动的密码，并且已经开始向这一地区调派潜艇。10月6日，U-168号在泗水附近遭一艘荷兰潜艇击沉，而U-537号也在11月10日由一艘美国潜艇击沉。 U-196号接替了U-168号继续执行任务，但它在启航后不久便于巽他海峡失踪。U-196号的失踪原因至今还未知，不过它很可能是因为事故或机械故障而沉没。
仅剩的一艘潜艇，U-862号，于1944年11月18日启航并于26日到达了澳大利亚西部海域的西南端。由于澳大利亚已经得知了它的路线并命令各船只绕开这一地区行驶，U-862发现的猎物极少。12月9日，它向一艘希腊货船发起了进攻，但是由于天气原因，这次袭击失败，但坏天气同时也使盟军没能将这艘潜艇定位。
在这次袭击之后，U-862号继续沿着澳大利亚海岸前进，成为了二战期间德国海军派往太平洋的唯一一艘潜艇。在进入太平洋之后，U-862在1944年12月24日袭击了一艘在美国注册的货船。这艘货船于第二天沉没。之后U-862号躲过了澳大利亚的海空搜索并前往新西兰。
U-862号在新西兰海域没有发现任何有价值的目标，它的船长因此决定于1945年1月回到澳大利亚水域并在悉尼北部执行任务。U-862号在1月中旬得到命令中止任务，并回到了雅加达。在回程的路上，它又于1945年2月6日在弗里曼德港西南方1520公里处击沉了一艘美国货船。这是轴心国在印度洋击沉的最后一艘盟军船只。 U-862号于2月中旬到达了雅加达，它是1945年间已知的唯一一艘在澳大利亚水域活动的轴心国舰艇。在德国投降后，U-862号变成了日本的“伊-502”号，但并没有出过任务。
盟军已经了解到了德国潜艇将要发起进攻，也击沉了四艘德国潜艇中的两艘，但由于缺乏装备，人员和经验，他们却一直无法找到U-862号的位置。由于澳大利亚南岸离东南亚战场有数千公里，因此1944年末至1945年初盟军支在这里部署了很少的反潜部队也就不足为奇了。

## 总结

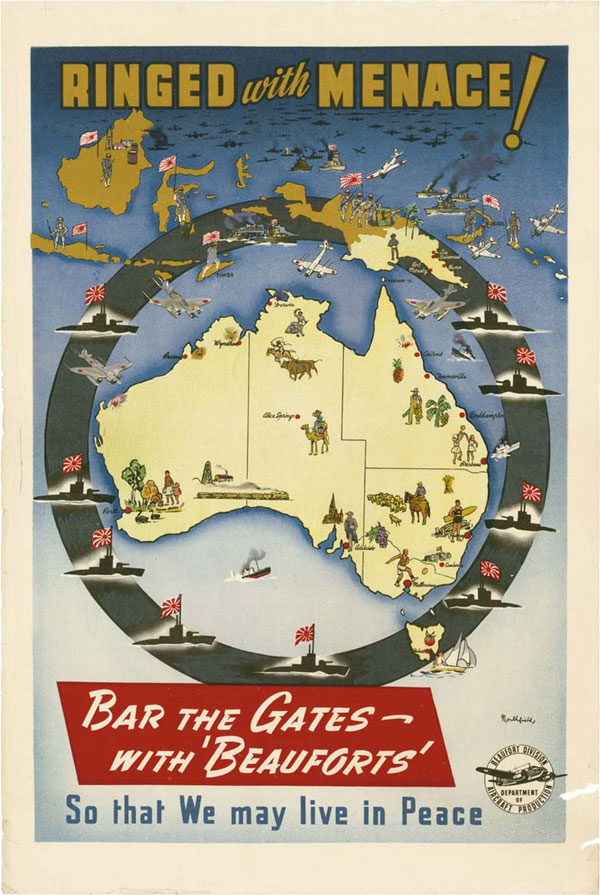
这幅1942年的澳大利亚宣传海报将日本对澳大利亚的潜艇威胁进行了有意的夸张。

### 伤亡
总共有6艘德国水面袭击舰，4艘日本航空母舰，7艘日本巡洋舰，9艘日本驱逐舰及日本与德国潜艇共28艘曾在1940年-1945年间进入过澳大利亚水域。这54艘舰艇击沉了盟军的53艘商船和3艘战舰，超过1751名盟军士兵及平民死亡，日本海军航空隊的空袭也炸死了超过88人。
盟军总共在澳大利亚水域击沉了一艘德国水面袭击舰，一艘日军正规潜艇和两艘袖珍潜艇，轴心国方面共损失157人。另外还有两艘德国潜艇在前往澳大利亚水域的路上遭到击沉，81名水手死亡。
- 在澳大利亚水域执行过任务的6艘德国水面袭击舰和3艘日本水面袭击舰共击沉了18艘船，有826人因此丧生（包括事後殺害的82名“利根号”俘虏）。德国武装商船“鸬鹚”号是在澳大利亚水域击沉的唯一一艘轴心国水面战舰，舰上有78人丧生。[92]
- 1942年袭击了达尔文的日本航母舰队以4架飞机的代价击沉了9艘船，盟军因此损失251人。[93]
- 轴心国派出的28艘潜艇在1942年-1945年之间击沉了30艘船，这些船的总吨位为151000吨，盟军因此损失了654人，其中包括200名澳大利亚商船水手。[94]澳大利亚空军也由于在反潜任务中发生事故而损失了至少23架飞机和104名飞行员。[95]盟军只击沉了一艘日军常规潜艇（“伊-124”号）和两艘袖珍潜艇。总共有79名日本水兵死亡，还有两名水兵的袖珍潜艇失踪。[96]

### 评价
与其它战场相比，轴心国在澳大利亚水域的军事活动规模较小。但由于澳大利亚的造船业并不发达，而海运对澳大利亚的经济及西南太平洋的盟军至关重要，因此即使是一点损失都可能给盟军带来重大打击。
尽管澳大利亚的造船厂易受攻击。但轴心国的进攻并没有给盟军带来多大影响。德国水面袭击舰确实扰乱了盟军的海运路线，但它们并没有击沉太多的船只，并只在澳大利亚水域停留了很短的时间。日军向澳大利亚水域派出的潜艇数量过少，并且将它们用在了错误的用途，因此日本的潜艇战并不成功。但它们还是迫使盟军调用大量舰只来保护商船，间接地支援了其他地方的日军。强制性地建立船队也减少了盟军运输线的效率。
盟军在澳大利亚水域的表现很难评价。尽管它们已经知道轴心国将使用潜艇袭击，只有很少的轴心国舰艇遭到了盟军的打击。由于盟军在此一地区部署的反潜力量不够，因此一些德国水面袭击舰在1940年内都沒有讓盟军发现。“悉尼”号战舰也在与“鸬鹚”号的战斗中沉没。尽管盟军的船队政策在1942年获得了成功，但到了1943年，为这些船队护航的军舰没有一次在遭袭之前发现敌军舰艇，也从未能发起反击。由于澳大利亚军队缺乏由经验的人员及先进的装备，它并没有击沉多少潜艇。但是，反潜战的成功并不只是击沉许多敌军潜艇，还要看敌军潜艇的威胁是否已消除。从这个角度来看，澳大利亚军队还是比较成功的。

### 引用出处
1. ↑  G. Herman Gill （1957年）《澳大利亚在二战中的官方历史记录第二系列第一卷：1939-1942年间的澳大利亚海军》（《Official History of Australia in the War of 1939–1945. Series 2 – Navy. Volume I – Royal Australian Navy, 1939–1942》） （页面存档备份，存于）。第52-53页
2. ↑  Gill（1957年），第51页。
3. ↑  Alastair Cooper（2001年）对贸易船只的袭击及保护：1941年的皇家澳大利亚海军 （页面存档备份，存于）。纪念1941 （页面存档备份，存于）.
4. ↑  Douglas Gillison（1962年）,《澳大利亚在二战中的官方历史记录第三系列第一卷：1939-1942年间的澳大利亚空军》 （页面存档备份，存于） 第93-94页。
5. ↑  J.H. Straczek，二战中的澳大利亚海军 的存檔，存档日期2006-01-17.。2006年6月18日造访。
6. ↑  George Odgers (1968)  第349页。
7. ↑  Albert Palazzo（2001年），《澳大利亚陆军：1901-2001年间的历史》（《The Australian Army : A History of its Organisation 1901-2001》）牛津大学出版社，2001年。第136页。
8. ↑  Palazzo （2001年），第155-157页。
9. ↑  David Stevens（2005年），澳大利亚海军有关1915-1954年之间敌军潜艇威胁的第15号文件 的存檔，存档日期2007-08-31.。第95-97页。
10. ↑  Stevens（2005年），第173页。
11. ↑  Gill（1957年），第420页。
12. ↑  Stevens（2005年），第330-332页。
13. ↑  Gill （1957年），第118-124页。
14. ↑  Gill（1957年），第261页。
15. ↑  Gill （1957年），第262页。
16. ↑  Gill （1957年），第270-275页。
17. ↑  Gill（1957年），第276-279页。
18. ↑  Gill（1957年），第281页。
19. 1 2  Gill（1957年），第410页。
20. ↑  Gill（1957年），第446-447页。
21. ↑  关于此次海战的资料 （页面存档备份，存于）, 2006年6月12日造访。
22. ↑  Tom Frame（1993年），《悉尼号轻巡洋舰：损失及争论》（《HMAS Sydney. Loss and Controversy》）Hodder & Stoughton出版，第177页。
23. ↑  Gill （1968年），第197-198页。
24. 1 2  Stevens（2005年），第330页。
25. ↑  Stevens （2005年），第183页。
26. ↑  Stevens（2005年），第183-184页。在澳大利亚水域击沉的另外两艘潜艇都是袖珍潜艇，它们和另外一艘袖珍潜艇于1942年5月进入了悉尼港。
27. ↑  Stevens（2005年），第185-186页。
28. ↑  Sydney David Waters（1956年），
皇家新西兰海军 （页面存档备份，存于）。Historical Publications Branch出版，第214-215页。
29. ↑  Tom Lewis（2003年），《家门口的战争：日本对达尔文的首次空袭》（《A War at Home. A Comprehensive guide to the first Japanese attacks on Darwin》）Tall Stories出版，第16页。
30. ↑  David Jenkins（1992年），《1942-44年间日本对澳大利亚的潜艇战》（《Battle Surface! Japan's Submarine War Against Australia 1942-44》）Random House Australia出版，第118-120页，Lewis（2003年），第63-71页。
31. ↑  Samuel Eliot Morison（1949年（2001年第二次印制））《珊瑚海，中途岛与潜艇活动，1942年5月-8月》（《Coral Sea, Midway and Submarine Actions, May 1942-August 1942》）《美国海军在二战中的活动》（《History of United States Naval Operations in World War II》）第四卷。University of Illinois Press出版，第12-13页。
32. ↑  Jenkins（1992年），第261-262页。
33. ↑  Gill （1968年），第264-266页。
34. ↑  David Horner（1993），《战争与社会》（《War and Society》）中的《保卫澳大利亚》（《Defending Australia in 1942》），第11卷，1993年5月，第 4-5页。
35. ↑  Horner（1993年），第10页。
36. ↑  Jenkins（1992年），第163页。
37. ↑  Stevens（2005年），第191-192页。
38. ↑  Jenkins （1992年），第165页。
39. ↑  Jenkins（1992年），第163-164页。
40. ↑  Jenkins（1992年），第171页。
41. ↑  Jenkins（1992年），第174-175页。
42. ↑  Jenkins（1992年），第85-193页。
43. ↑  Robert Nichols，战争时期 （页面存档备份，存于）中的《战争降临悉尼的当晚》（《The Night the War Came to Sydney》）2006年，第33刊，第26-29页。
44. ↑  Stevens（2005年），第195页。
45. ↑  Stevens (2005). Page 195.
46. ↑  G. Herman Gill（1968年），《澳大利亚在二战中的官方历史记录第二系列第二卷：1942-1945年间的澳大利亚海军》（《Official History of Australia in the War of 1939–1945. Series 2 – Navy. Volume II – Royal Australian Navy, 1942–1945》） （页面存档备份，存于）。第77-78页。
47. ↑  Stevens（2005年），第201页。
48. ↑  Stevens（2005年），第206-207页。
49. ↑  Stevens （2005年），第205页。
50. ↑  Stevens （2005年），第218-220页。
51. ↑  Stevens（2005年），第223-224页。
52. ↑  Jenkins（1992年），第272-273页。
53. ↑  Stevens（2005年），第230-231页。
54. ↑  Gill（1968年），第253-262页。
55. ↑  Gill（1968年），第261-262页。
56. ↑  Jenkins（1992年），第277-285页。
57. ↑  Tom Frame （2004年）《没有舒服的任务：澳大利亚海军轶事》（《No Pleasure Cruise: The Story of the Royal Australian Navy》）Allen & Unwin出版，第186-187页。
58. ↑  Stevens（2005年），第246页。
59. ↑  Stevens（2005年），第246-248页。
60. ↑  David Stevens，战争时期 （页面存档备份，存于）中的《被遗忘的袭击》（《Forgotten assault》）刊数18，2002年。
61. ↑  Jenkins（1992年），第266-267页。
62. ↑  Stevens （2002年）。
63. ↑  Jenkins（1992年），第286页。
64. ↑  Gill（1968年），第297页和有关米切尔号的资料 （页面存档备份，存于）。2007年6月3日造访。
65. ↑  Dr. Peter Stanley（2002），He's (Not) Coming South: The Invasion That Wasn't （页面存档备份，存于）
66. ↑  Peter Dunn 日军登陆行动 （页面存档备份，存于）。2006年6月29日造访。
67. ↑  Henry P. Frei （1991年），《16世纪至二战之间日本的南进与澳大利亚'》（《Japan's Southward Advance and Australia. From the Sixteenth Century to World War II》）Melbourne University Press出版，第173页。
68. ↑  Daphne Choules Edinger（1995年），"探索金伯利海岸"和Cathie Clement（1995年），"二战与金伯利" 的存檔，存档日期2007-09-30. 。
69. ↑  Frei （1991年），第173页。
70. ↑  Peter Dunn 日军登陆行动 （页面存档备份，存于）。2006年6月29日。
71. ↑  Odgers （1968年），第136页。
72. ↑   比哈尔号 的存檔，存档日期2016-08-01.。2006年9月16日。
73. ↑  Gill（1968年），第390页。
74. ↑  Odgers （1968年），第136-139页。
75. ↑  Gill（1968年），第390-391页。
76. ↑  Stevens（2005年），第262页。
77. ↑  David Stevens（1997年），《远离家乡的U型艇》（《U-Boat Far from Home》）。Allen & Unwin，第119页。
78. ↑  Paul Kemp（1997年），《U艇毁了：德国在世界大战中损失的潜艇》（《U-Boats Destroyed. German Submarine Losses in the World Wars》）Arms and Armour出版，第221页。
79. ↑  Kemp（1997年），第224页。
80. ↑  Stevens （1997年），第124页。
81. ↑  Kemp（1997年），第225页。作者写道U-196号很可能是因为事故或通气管故障而沉没。
82. ↑  Stevens（1997年），第147-151页。
83. ↑  Uboat.net The Monsun boats （页面存档备份，存于）. 2006年8月5日造访。
84. ↑  Stevens（1997年），第159-173页。
85. ↑  Stevens（2005年），第278页。
86. ↑  Gill（1968年），第557页。
87. ↑  Stevens（1997年），第222页。
88. ↑  Stevens（2005年），第258页。
89. ↑  Stevens （1997年），第164-165页。
90. ↑  此画位于澳大利亚战争纪念馆的二战艺术展区。
91. ↑  Uboat.net U-168号 （页面存档备份，存于） 和U-537号 （页面存档备份，存于），2006年10月7日造访。
92. ↑   Gill （1957年）。
93. ↑  Lewis（2003年）。
94. ↑  Jenkins（1992年），第286-287页。
95. ↑  David Joseph Wilson（2003年），澳大利亚的空中海事活动 的存檔，存档日期2007-10-23.，博士论文选题，第120页。
96. ↑   Jenkins（1992年）。
97. ↑  Alastair Cooper（2001年）。
98. ↑  Stevens. 日军潜艇战 （页面存档备份，存于）2006年9月1日造访。
99. ↑  Stevens（2005年），第334页。
100. ↑  Seapower Centre - Australia (2005). 海军对澳大利亚海事活动的贡献 的存檔，存档日期2006-01-17.。Defence Publishing Service出版，第179页。
101. ↑  Gavin Long（1973年），《《六年战争：二战中的澳大利亚》（《The Six Years War. A Concise History of Australia in the 1939-45 War》）Australian War Memorial 与Australian Government Publishing Service出版，第33页。
102. ↑  Stevens（2005年），第331页。
103. ↑  Stevens（2005年），第281页。
104. ↑  Stevens（2005年），第281页和Odgers（1968年），第153页。

### 印刷材料
- Arnold, Anthony.  (学位论文). University of New South Wales. 2013  [2024-02-12]. （原始内容存档于2022-02-08）.
- Cahill, Rowan. . The Hummer (Australian Society for the Study of Labour History). March–August 1991, 31 (2)  [2024-02-12]. （原始内容存档于2024-03-29）.
- Cooke, Peter. . Wellington: Defence of New Zealand Study Group. 2000. ISBN 0-473-06833-8.
- Cooper, Alistair. . Remembering 1941: 2001 History Conference. Australian War Memorial. 2001  [2024-02-12]. （原始内容存档于2023-03-29）.
- Crowhurst, Geoff.  (PDF). The Navy. 2013, 75 (1): 27–30  [2024-02-12]. ISSN 1322-6231. （原始内容存档 (PDF)于2024-03-17）.
- Frame, Tom. . Sydney: Hodder & Stoughton. 1993. ISBN 0-340-58468-8.
- Frame, Tom. . Crows Nest, New South Wales: Allen & Unwin. 2004. ISBN 1-74114-233-4.
- Frei, Henry P. . Melbourne: Melbourne University Press. 1991. ISBN 0-522-84392-1.
- Gill, G Herman. . Australia in the War of 1939–1945. Series 2 – Navy. Volume II. Canberra: Australian War Memorial. 1957  [2024-02-12]. OCLC 250134639. （原始内容存档于2022-12-20）.
- Gill, G Herman. . Australia in the War of 1939–1945. Series 2 – Navy. Volume II. Canberra: Australian War Memorial. 1968  [2024-02-12]. OCLC 65475. （原始内容存档于2022-12-20）.
- Gillison, Douglas. . Australia in the War of 1939–1945. Series 3 – Air. Volume I. Canberra: Australian War Memorial. 1962  [2024-02-12]. OCLC 696244290. （原始内容存档于2021-03-08）.
- Hague, Arnold. . Annapolis, Maryland: Naval Institute Press. 2000. ISBN 1-55750-019-3.
- Horner, David. . War & Society. May 1993, 11 (1): 1–20. doi:10.1179/072924793791198886.
- Jenkins, David. . Milsons Point, New South Wales: Random House Australia. 1992. ISBN 0-09-182638-1.
- Kemp, Paul. . London: Arms & Armour Press. 1997. ISBN 1-85409-321-5.
- Lewis, Tom. . Darwin: Tall Stories. 2003. ISBN 0-9577351-0-3.
- Long, Gavin. . Canberra: Australian War Memorial and the Australian Government Publishing Service. 1973. ISBN 0-642-99375-0.
- Miles, Patricia. . New South Wales Office of Environment and Heritage. 2012  [2024-02-12]. （原始内容存档于2023-12-02）.
- Morison, Samuel Eliot. . History of United States Naval Operations in World War II. Urbana, Illinois: University of Illinois Press. 2001 [1949]. ISBN 0-252-06995-1.
- Nichols, Robert. . Wartime (Australian War Memorial). 2006, (33). ISSN 1328-2727.
- Odgers, George. . Australia in the War of 1939–1945. Series 3 – Air. Volume II. Canberra: Australian War Memorial. 1968 [1957]  [2024-02-12]. OCLC 1990609. （原始内容存档于2015-07-12）.
- Palazzo, Albert. . Melbourne: Oxford University Press. 2001. ISBN 0-19-551506-4.
- Seapower Centre – Australia. . Canberra: Defence Publishing Service. 2005. ISBN 0-642-29615-4.
- Smith, Tim.  (PDF). Office of Environment and Heritage, New South Wales Government. 2012  [2024-02-12]. （原始内容存档 (PDF)于2022-02-09）.
- Stephens, Alan.  Paperback. South Melbourne: Oxford University Press. 2006. ISBN 978-0-19555-541-7.
- Stevens, David. . St. Leonards, New South Wales: Allen & Unwin. 1997. ISBN 1-86448-267-2.
- Stevens, David. . Australia-Japan Research Project. Australian War Memorial. 2001  [2024-02-12]. （原始内容存档于2017-02-19）.
- Stevens, David. . Wartime (Australian War Memorial). Autumn 2002, (18). ISSN 1328-2727.
- Stevens, David.  (PDF). Canberra: Sea Power Centre Australia. 2005  [2024-02-12]. ISBN 0-642-29625-1. （原始内容存档 (PDF)于2023-08-28）.
- Waters, Sydney D. . Official History of New Zealand in the Second World War 1939–45. Wellington: War History Branch, Department of Internal Affairs. 1956  [2024-02-12]. OCLC 568681359. （原始内容存档于2023-12-08）.
- Wilson, David Joseph.  (PhD thesis). Sydney: University of New South Wales. 2003  [2024-02-12]. OCLC 648818143. （原始内容存档于2022-01-01）.